# Limenitis pallida
Limenitis pallida är en fjärilsart som beskrevs av Hall 1938. Limenitis pallida ingår i släktet Limenitis och familjen praktfjärilar. Inga underarter finns listade i Catalogue of Life.